# لوکتس (ویرجینیا)
لوکتس (به انگلیسی: Lucketts) یک منطقهٔ مسکونی در ایالات متحده آمریکا است که در شهرستان لادن، ویرجینیا واقع شده‌است.